# دبليو. باول وايت
دبليو. باول وايت (بالإنجليزية: W. Paul White)‏ هو سياسي أمريكي، ولد في 7 يوليو 1945. حزبياً، نشط في الحزب الديمقراطي. وقد انتخب عضو مجلس نواب ماساتشوستس.